# Gasthermometer

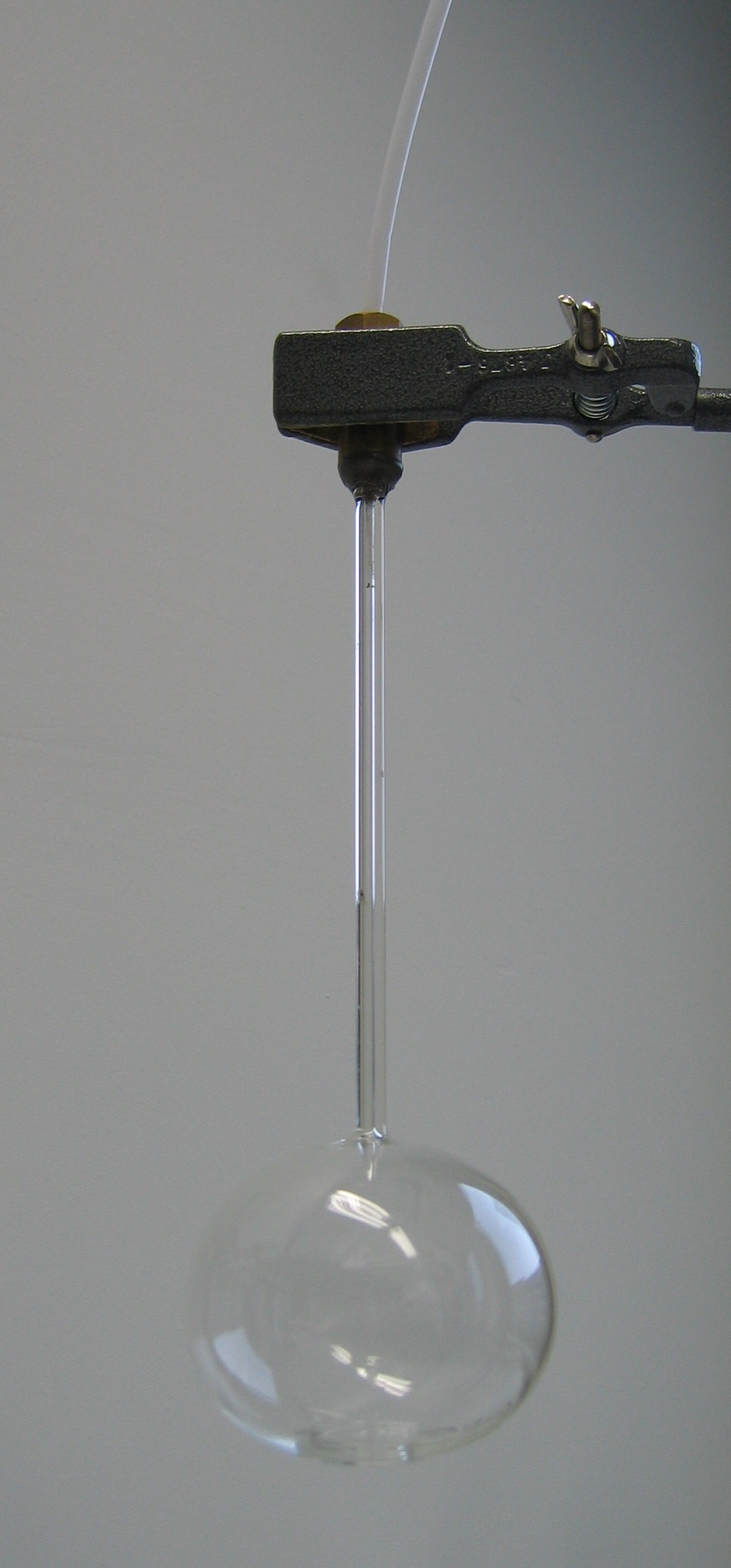
Ein Gasthermometer. Der Schlauch führt zu einem Manometer.

Das Gasthermometer ist ein Ausdehnungsthermometer, bei dem die beobachtete Zustandsgröße das Volumen eines idealen Gases ist. Die Temperaturmessung basiert auf der Messung des Drucks. 
Da für ein ideales Gas ein linearer Zusammenhang zwischen der Volumenänderung und der Temperatur besteht, kann eine Zweipunktkalibrierung und die Verwendung einer entsprechend geteilten linearen Skala erfolgen.
Bei einem Gasthermometer, wie es auf dem Bild rechts zu sehen ist, führt man die Kalibrierung normalerweise mit Eiswasser sowie mit kochendem Wasser durch. Der Schmelzpunkt von Eis liegt bei Normalbedingungen bei 0 °C, während der Siedepunkt des Wassers recht stark vom Luftdruck abhängt. Zunächst wird also der Luftdruck gemessen und der entsprechende Siedepunkt von Wasser bestimmt. Anschließend misst man den Innendruck des Gasthermometers einmal in Eiswasser und einmal in siedendem Wasser. Aus der Druckdifferenz ergibt sich dann zunächst der Spannkoeffizient {\displaystyle \alpha _{p}} des Gases im Thermometergefäß:
{\displaystyle \alpha _{p}={\frac {1}{\vartheta _{s}}}{\frac {p_{s}-p_{0}}{p_{0}}}\left(1-k_{c}\right)}
Dabei ist {\displaystyle \vartheta _{s}} die Siedetemperatur von Wasser, {\displaystyle p_{0}} der Druck im Thermometergefäß in Eiswasser und {\displaystyle p_{s}} der Druck im Thermometergefäß in siedendem Wasser. Bei {\displaystyle k_{c}} handelt es sich um einen Korrekturterm, der notwendig ist, um die Wärmeausdehnung des Thermometergefäßes zu berücksichtigen:
{\displaystyle k_{c}={\frac {\vartheta _{s}p_{s}}{p_{s}-p_{0}}}\left(3\alpha _{l}{\frac {\Delta V}{V_{0}}}{\frac {1}{T_{1}}}\right)}
{\displaystyle \alpha _{l}} ist der Längenausdehnungskoeffizient des Thermometergefäßes und {\displaystyle {\frac {\Delta V}{V_{0}}}} das Verhältnis aus dem Volumen des Kapillarröhrchens plus des Schlauches zum Manometer und dem Volumen des Gefäßes. Dies ist wichtig, da das Gefäß abgekühlt oder erhitzt wird, während Röhrchen und Schlauch üblicherweise weiterhin Umgebungstemperatur haben. {\displaystyle T_{1}} ist die Umgebungstemperatur in Kelvin.
Ist der Spannkoeffizient des Gases im Thermometergefäß bekannt, gilt für die gemessene Temperatur in Abhängigkeit vom Druck:
{\displaystyle \vartheta ={\frac {p-p_{0}}{p_{0}\alpha _{p}}}}
Während der Messung muss entweder der Druck oder das Volumen konstant gehalten werden. Der Einsatzbereich eines Gasthermometers liegt etwa zwischen −200 °C und +800 °C. 
Es existieren aber auch Anwendungen bis −273,15 °C.